# Pentaphragma paucinerve
Pentaphragma paucinerve är en tvåhjärtbladig växtart som beskrevs av Eduardo Quisumbing y Argüelles och Merrill. Pentaphragma paucinerve ingår i släktet Pentaphragma och familjen Pentaphragmataceae. Inga underarter finns listade i Catalogue of Life.